# Kamerun a 2008. évi nyári olimpiai játékokon
Kamerun a kínai Pekingben megrendezett 2008. évi nyári olimpiai játékok egyik részt vevő nemzete volt. Az országot az olimpián 9 sportágban 32 sportoló képviselte, akik összesen 1 érmet szereztek.

## Érmesek
| Érem  | Versenyző              | Sportág  | Versenyszám     |
| ----- | ---------------------- | -------- | --------------- |
| Arany | Françoise Mbango Etone | Atlétika | Női hármasugrás |

## Asztalitenisz
Női
| Versenyző             | Versenyszám | Selejtező                                | 64-es főtábla     | 48-as főtábla     | 32-es főtábla     | Nyolcaddöntő      | Negyeddöntő       | Elődöntő          | Döntő             | Helyezés |
| Versenyző             | Versenyszám | Ellenfél Eredmény                        | Ellenfél Eredmény | Ellenfél Eredmény | Ellenfél Eredmény | Ellenfél Eredmény | Ellenfél Eredmény | Ellenfél Eredmény | Ellenfél Eredmény | Helyezés |
| --------------------- | ----------- | ---------------------------------------- | ----------------- | ----------------- | ----------------- | ----------------- | ----------------- | ----------------- | ----------------- | -------- |
| Victorine Angum Fomun | Egyes       | Lian Qian (DOM) · 3-11, 1-11, 6-11, 5-11 | kiesett           | kiesett           | kiesett           | kiesett           | kiesett           | kiesett           | kiesett           | 64.      |

## Atlétika
Férfi
| Versenyző          | Versenyszám | Selejtező | Selejtező | Döntő    | Döntő    |
| Versenyző          | Versenyszám | Eredmény  | Helyezés  | Eredmény | Helyezés |
| ------------------ | ----------- | --------- | --------- | -------- | -------- |
| Hugo Mamba-Schlick | Hármasugrás | 16,01 m   | 32.       | kiesett  | kiesett  |

Női
| Versenyző           | Versenyszám | Előfutam | Előfutam | Előfutam | Negyeddöntő | Negyeddöntő | Negyeddöntő | Elődöntő | Elődöntő | Elődöntő | Döntő   | Döntő    |
| Versenyző           | Versenyszám | Idő      | Hely.    | Össz.    | Idő         | Hely.       | Össz.       | Idő      | Hely.    | Össz.    | Idő     | Helyezés |
| ------------------- | ----------- | -------- | -------- | -------- | ----------- | ----------- | ----------- | -------- | -------- | -------- | ------- | -------- |
| Myriam Mani         | 100 m       | 11,64 Q  | 3.       | 39.      | 11,65       | 6.          | 34.         | kiesett  | kiesett  | kiesett  | kiesett | kiesett  |
| Carole Kaboud Mebam | 400 m gát   | 57,81    | 6.       | 24.      |             |             |             | kiesett  | kiesett  | kiesett  | kiesett | kiesett  |

| Versenyző              | Versenyszám   | Selejtező             | Selejtező             | Döntő      | Döntő    |
| Versenyző              | Versenyszám   | Eredmény              | Helyezés              | Eredmény   | Helyezés |
| ---------------------- | ------------- | --------------------- | --------------------- | ---------- | -------- |
| Françoise Mbango Etone | Hármasugrás   | 14,50                 | 6. Q                  | 15,39 (OR) |          |
| Tóth Georgina          | Kalapácsvetés | érvényes dobás nélkül | érvényes dobás nélkül | kiesett    | kiesett  |

OR - Olimpiai rekord

## Birkózás

### Női
Szabadfogás
| Versenyző         | Versenyszám | Selejtező         | Nyolcaddöntő                         | Negyeddöntő       | Elődöntő          | Vigaszág első kör | Vigaszág elődöntő | Bronz- mérkőzés   | Döntő             | Helyezés |
| Versenyző         | Versenyszám | Ellenfél Eredmény | Ellenfél Eredmény                    | Ellenfél Eredmény | Ellenfél Eredmény | Ellenfél Eredmény | Ellenfél Eredmény | Ellenfél Eredmény | Ellenfél Eredmény | Helyezés |
| ----------------- | ----------- | ----------------- | ------------------------------------ | ----------------- | ----------------- | ----------------- | ----------------- | ----------------- | ----------------- | -------- |
| Annabel Laure Ali | 72 kg       |                   | Agnieszka Wieszczek (POL) · 0-1, 0-6 | kiesett           | kiesett           |                   |                   |                   |                   | 16.      |

## Cselgáncs
Férfi
| Versenyző               | Versenyszám  | Selejtező         | 32-es főtábla                     | Nyolcaddöntő                   | Negyeddöntő       | Elődöntő          | Vigaszág első kör | Vigaszág negyeddöntő | Vigaszág elődöntő | Bronz- mérkőzés   | Döntő             | Helyezés |
| Versenyző               | Versenyszám  | Ellenfél Eredmény | Ellenfél Eredmény                 | Ellenfél Eredmény              | Ellenfél Eredmény | Ellenfél Eredmény | Ellenfél Eredmény | Ellenfél Eredmény    | Ellenfél Eredmény | Ellenfél Eredmény | Ellenfél Eredmény | Helyezés |
| ----------------------- | ------------ | ----------------- | --------------------------------- | ------------------------------ | ----------------- | ----------------- | ----------------- | -------------------- | ----------------- | ----------------- | ----------------- | -------- |
| Franck Martial Moussima | Félnehézsúly |                   | Arturo Martínez (MEX) · 0100-0001 | Hadfi Dániel (HUN) · 0010-1002 | kiesett           | kiesett           |                   |                      |                   |                   |                   | 17.      |

## Evezés
Férfi
| Versenyző         | Versenyszám  | Előfutam | Előfutam | Középdöntő | Középdöntő | Elődöntő | Elődöntő | Elődöntő | Döntő | Döntő   | Döntő | Helyezés |
| Versenyző         | Versenyszám  | Idő      | Hely.    | Idő        | Hely.      | Típus    | Idő      | Hely.    | Típus | Idő     | Hely. | Helyezés |
| ----------------- | ------------ | -------- | -------- | ---------- | ---------- | -------- | -------- | -------- | ----- | ------- | ----- | -------- |
| Paul Etia Ndoumbè | Egypárevezős | 7:59,26  | 5.       |            |            | E/F      | 7:29,68  | 2.       | E     | 7:21,34 | 5.    | 28.      |

## Labdarúgás

### Férfi
| #             | Név                          | Klub                | Születési dátum                 | Mérkőzésszám | Gól     | Sárga lap | sárga lap · 2. sárga lap · kiállítva | kiállítva |
| Kapusok       | Kapusok                      | Kapusok             | Kapusok                         | Kapusok      | Kapusok | Kapusok   | Kapusok                              | Kapusok   |
| ------------- | ---------------------------- | ------------------- | ------------------------------- | ------------ | ------- | --------- | ------------------------------------ | --------- |
| 1             | Amour Patrick Tignyemb (CsK) | Tonnerre Yaoundé    | 1985. június 14. (23 évesen)    | 3            | 0       | 0         | 0                                    | 0         |
| 16            | Joslain Mayebi               | Hakoah Ramat Gan    | 1986. október 14. (21 évesen)   | 0            | 0       | 0         | 0                                    | 0         |
| Védők         |                              |                     |                                 |              |         |           |                                      |           |
| 3             | Antonio Ghomsi               | Messina             | 1984. április 22. (24 évesen)   | 3            | 0       | 0         | 0                                    | 0         |
| 4             | André Bikey                  | Reading             | 1985. január 8. (23 évesen)     | 3            | 0       | 0         | 0                                    | 0         |
| 5             | Alexandre Song               | Arsenal             | 1987. szeptember 9. (20 évesen) | 2            | 0       | 0         | 0                                    | 0         |
| 12            | Paul Rolland Bebey Kingué    | Les Astres          | 1986. november 9. (21 évesen)   | 3            | 0       | 1         | 0                                    | 0         |
| 13            | Nicolas N'Koulou             | Monaco              | 1990. március 27. (18 évesen)   | 1(1)         | 0       | 0         | 0                                    | 0         |
| 18            | Alexis Enam                  | Club Africain       | 1986. november 25. (21 évesen)  | 2            | 0       | 2         | 0                                    | 0         |
| Középpályások |                              |                     |                                 |              |         |           |                                      |           |
| 6             | Stéphane Mbia                | Rennes              | 1986. május 20. (22 évesen)     | 3            | 1       | 0         | 0                                    | 0         |
| 8             | Georges Mandjeck             | Stuttgart           | 1988. december 9. (19 évesen)   | 1(1)         | 1       | 0         | 0                                    | 1         |
| 9             | Franck Songo'o               | Portsmouth          | 1987. május 14. (21 évesen)     | 1(2)         | 0       | 1         | 0                                    | 0         |
| 14            | Aurélien Chedjou             | Lille               | 1985. június 20. (23 évesen)    | 3            | 0       | 0         | 0                                    | 0         |
| 15            | Serge N'Gal                  | Leiria              | 1986. január 13. (22 évesen)    | 2(1)         | 0       | 0         | 0                                    | 0         |
| 17            | Alain Junior Ollé Ollé       | Freiburg            | 1987. április 11. (21 évesen)   | 1(2)         | 0       | 0         | 0                                    | 0         |
| Csatárok      |                              |                     |                                 |              |         |           |                                      |           |
| 2             | Albert Baning                | Paris Saint-Germain | 1985. március 9. (23 évesen)    | 1            | 0       | 0         | 0                                    | 1         |
| 7             | Marc Mboua                   | Cambuur             | 1987. február 26. (21 évesen)   | (1)          | 0       | 0         | 0                                    | 0         |
| 10            | Christian Bekamenga          | Nantes              | 1986. május 9. (22 évesen)      | 2            | 0       | 0         | 0                                    | 0         |
| 11            | Gustave Bebbe                | Ankaragücü          | 1982. június 22. (26 évesen)    | 2(1)         | 0       | 0         | 0                                    | 0         |
| Edző          |                              |                     |                                 |              |         |           |                                      |           |
|               | Jules Frédéric Nyongha       |                     | 1945. október 3. (62 évesen)    |              |         |           |                                      |           |

- Kor: 2008. augusztus 7-i kora

#### Eredmények
D csoport
| Nemzet            | M | Gy | D | V | G+ | G- | Gk | P |
| ----------------- | - | -- | - | - | -- | -- | -- | - |
| Olaszország (ITA) | 3 | 2  | 1 | 0 | 6  | 0  | +6 | 7 |
| Kamerun (CMR)     | 3 | 1  | 2 | 0 | 2  | 1  | +1 | 5 |
| Dél-Korea (KOR)   | 3 | 1  | 1 | 1 | 2  | 4  | –2 | 4 |
| Honduras (HON)    | 3 | 0  | 0 | 3 | 0  | 5  | –5 | 0 |

| 2008. augusztus 7. 19:45 |

| Dél-Korea (KOR) | 1–1               | Kamerun (CMR)             |
| --------------- | ----------------- | ------------------------- |
| Pak Csujong 68' | (0–0) Jegyzőkönyv | Mandjeck 81' Baning 90+1′ |

| Csinhuangtaói Olimpiai Stadion, Csinhuangtao Nézőszám: 21 943 Játékvezető: Jair Marrufo (amerikai) |

| 2008. augusztus 10. 17:00 |

| Kamerun (CMR) | 1–0               | Honduras (HON) |
| ------------- | ----------------- | -------------- |
| Mbia 74'      | (0–0) Jegyzőkönyv |                |

| Csinhuangtaói Olimpiai Stadion, Csinhuangtao Nézőszám: 28 657 Játékvezető: Abdulláh al-Hiláli (ománi) |

| 2008. augusztus 13. 17:00 |

| Kamerun (CMR) | 0–0         | Olaszország (ITA) |
| ------------- | ----------- | ----------------- |
| Mandjeck 32′  | Jegyzőkönyv |                   |

| Tiencsini Olimpiai Stadion, Tiencsin Nézőszám: 47 307 Játékvezető: Martín Vázquez (uruguayi) |

Negyeddöntő
| 2008. augusztus 16. 18:00 |

| Brazília (BRA)          | 2–0 (h. u.)                 | Kamerun (CMR)  |
| ----------------------- | --------------------------- | -------------- |
| Sóbis 101' Marcelo 105' | (0–0, 0–0, 2–0) Jegyzőkönyv | Baning 4′, 51′ |

| Senjangi Olimpiai Stadion, Senjang Nézőszám: 41 043 Játékvezető: Damir Skomina (szlovén) |

| Csapat        | Helyezés |
| ------------- | -------- |
| Kamerun (CMR) | 8.       |

## Ökölvívás
| Versenyző      | Versenyszám  | Selejtező                           | Nyolcaddöntő               | Negyeddöntő       | Elődöntő          | Döntő             | Helyezés |
| Versenyző      | Versenyszám  | Ellenfél Eredmény                   | Ellenfél Eredmény          | Ellenfél Eredmény | Ellenfél Eredmény | Ellenfél Eredmény | Helyezés |
| -------------- | ------------ | ----------------------------------- | -------------------------- | ----------------- | ----------------- | ----------------- | -------- |
| Thomas Essomba | Papírsúly    | Hovhannesz Danieljan (ARM) · 3-9    | kiesett                    | kiesett           | kiesett           | kiesett           | 17.      |
| Mahaman Smaila | Kisváltósúly | Rosniel Iglesias (CUB) · 1-15       | kiesett                    | kiesett           | kiesett           | kiesett           | 17.      |
| Joseph Mulema  | Váltósúly    | Bruno Flavien Bongongo (CAF) · 17-2 | Hanati Szelamu (CHN) · 4-9 | kiesett           | kiesett           | kiesett           | 9.       |

## Súlyemelés
Férfi
| Versenyző      | Versenyszám | Szakítás | Szakítás | Lökés    | Lökés    | Összesen | Helyezés |
| Versenyző      | Versenyszám | Eredmény | Helyezés | Eredmény | Helyezés | Összesen | Helyezés |
| -------------- | ----------- | -------- | -------- | -------- | -------- | -------- | -------- |
| Brice Batchaya | 85 kg       | 153,0    | 13.      | 180,0    | 14.      | 333,0    | 14.      |

## Úszás
Férfi
| Versenyző          | Versenyszám | Előfutam | Előfutam | Előfutam | Elődöntő | Elődöntő | Elődöntő | Döntő   | Döntő    |
| Versenyző          | Versenyszám | Idő      | Hely.    | Össz.    | Idő      | Hely.    | Össz.    | Idő     | Helyezés |
| ------------------ | ----------- | -------- | -------- | -------- | -------- | -------- | -------- | ------- | -------- |
| Alain Brigion Tobe | 50 m gyors  | 24,53    | 1.       | 61.      | kiesett  | kiesett  | kiesett  | kiesett | kiesett  |

Női
| Versenyző         | Versenyszám | Előfutam | Előfutam | Előfutam | Elődöntő | Elődöntő | Elődöntő | Döntő   | Döntő    |
| Versenyző         | Versenyszám | Idő      | Hely.    | Össz.    | Idő      | Hely.    | Össz.    | Idő     | Helyezés |
| ----------------- | ----------- | -------- | -------- | -------- | -------- | -------- | -------- | ------- | -------- |
| Antoinette Guedia | 50 m gyors  | 33,59    | 4.       | 83.      | kiesett  | kiesett  | kiesett  | kiesett | kiesett  |